# 小倉伸吉
小倉 伸吉（おぐら しんきち、1884年11月20日 - 1936年11月1日）は、日本の海洋学者、潮汐学者、海軍技師。理学博士。

## 経歴
1884年、宮城県仙台で生まれた。東京帝国大学理学部星学科を卒業。
1908年から1918年まで、東京天文台に勤務。後に海軍水路部に勤務し、航海天文学や潮汐表の研究をした。1928年、東京帝国大学に学位論文『瀬戸内海の潮流の研究』を提出して理学博士号を取得。
学界では、1932年に農林省水産試験場の宇田道隆が世話人となって、海洋学に関連する内外の研究情報の交換と研究者の親睦の場として「海洋学談話会」(日本海洋学会の前身)が組織されると、主要メンバーとして活動した。

## 受賞・栄典
- 1930年：「瀬戸内海の潮汐及潮流に関する研究」で帝国学士院賞を受賞[6]。

## 研究内容・業績
- 日本近海の潮汐について広く調査して初めて厳密な記述で論文を記した。また「オグラ表」なる天測表を考案し、それは世界で用いられた[7]。

## 家族・親族
- 父：小倉長太郎は実業家、歌人。歌人としては、小倉茗園の名で知られる。
- 兄：小倉博は国文学者。
- 兄：小倉進平は言語学者。
- 弟：小倉勉は地質学者
- 弟：小倉強は建築学者。
- 弟：小倉謙は植物学者。

## 著作
編著書
- 『星の図』大鐙閣 1913
- 『誰にも必要な星の図』 小倉伸吉編 現代之科学社ほか 1913
- 『潮の理:通俗解説』 現代之科学社ほか 1914
  - 『潮の理:通俗解説 改訂増補版』 大鐙閣 1923
- 『海洋学:物理海洋学』(岩波講座地理学) 岩波書店 1931
- 『日本近海の潮汐』(水路部報告) 水路部 1933
- 『潮汐』(地理学講座) 地人書館 1937